# Фейеш Тот, Ласло
Ла́сло Фе́йеш Тот (Сегед, 12 марта 1915 — Будапешт, 17 марта 2005) — венгерский математик.
Наряду с Коксетером и Эрдёшем, Фейеш Тот считается родоначальником комбинаторной геометрии.

## Биография
Его отец был железнодорожником, во время работы в железнодорожной организации получил докторскую степень в области права. Мать преподавала венгерскую и немецкую литературу в средней школе.
Семья переехала в Будапешт, когда Фейешу Тоту было пять лет. Там он посещал начальную и среднюю школу, где у него зародился интерес к математике.
Фейеш Тот учился в Будапештском университете. Защитил диссертацию под руководством Липота Фейера. После университета в течение двух лет служил в армии, но был уволен по состоянию здоровья. В 1941 году поступил в Университет Франца Иосифа в Клуж-Напоке. Здесь он начал увлекаться задачами об упаковках.. В 1944 году вернулся в Будапешт, преподавал математику в школе (Árpád Gimnázium).
Между 1946 и 1949 годах преподавал в Веспремском университете, где в 1949 получил профессорскую позицию.
Преподавал в различных университетах, в том числе во Фрайбурге-им-Брайсгау, Мэдисоне, Огайо и Зальцбурге.

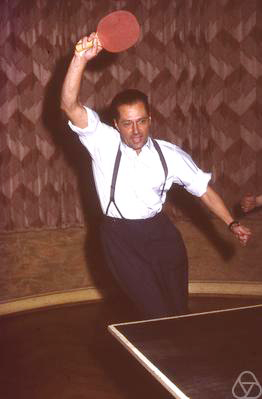
Фейеш Тот, 1958. Фотография Людвига Данцера

Фейеш Тот познакомился со своей женой в университете. Она была химиком. У них родилось трое детей, два сына и одна дочь. Один из сыновей работает профессором математики в институте Альфреда Реньи, другой — профессор физиологии в Дартмутском колледже. Дочь — психолог.
Фейеш Тот любил спорт, отлично играл в настольный теннис, большой теннис и занимался гимнастикой.

## Карьера
Фейеш Тот занимал следующие должности:
- ассистент преподавателя, Университете Франца Иосифа[англ.] (1941—1944);
- учитель в гимназии (Árpád Gimnázium) (1944—1948);
- частный преподаватель в университете Петера Пазманя (1946—1948);
- профессор Веспремского университета (1949—1964)[7];
- научный сотрудник, с 1970 директор математического института Альфреда Реньи[англ.] (1965—1983).

Был членом-корреспондентом Саксонской академии наук и Braunschweigische Wissenschaftliche Gesellschaft.

## Признание
Фейеш Тот удостоен следующими наградами:
- Прeмия имени Леопольда Клуга[венг.] (1943)
- Премия имени Кошута (1957)
- Государственная премия[венг.] (сейчас премия Сеченьи) (1973)
- Премия Тибора Шеля  (1977)
- Медаль Гаусса (1977)
- Золотая медаль Венгерской академии наук[венг.] (2002)

Он получил почётную степень университета Зальцбурга (1991) и университета г. Веспрем (1997).
В 2008 году в Будапеште с 30 июня по 6 июля была проведена конференция памяти Фейеша Тота.
В университете Паннонии установлена премия имени Фейеша Тота (венг. Fejes Tóth László-díj). В 2015 году, к столетию Фейеша Тота, премия была присуждена Карою Бездеку из Университета Калгари.

## Книги
- Fejes Tóth, L. Lagerungen in der Ebene, auf der Kugel und im Raum. Die Grundlehren der Mathematischen Wissenschaften in Einzeldarstellungen mit besonderer Berücksichtigung der Anwendungsgebiete, Band LXV. Springer-Verlag, Berlin-Göttingen-Heidelberg, 1953.
  - Zweite verbesserte und erweiterte Auflage. Die Grundlehren der mathematischen Wissenschaften, Band 65. Springer-Verlag, Berlin-New York, 1972.
  - Русский перевод: Фейеш Тот, Ласло. Расположения на плоскости, на сфере и в пространстве. — М.: Физматгиз, 1958. — 364 с. — 4500 экз.
- Fejes Tóth, L. Regular figures. A Pergamon Press Book The Macmillan Co., New York 1964
  - Немецкий перевод: Reguläre Figuren. Adadémiai Kiadó, Verlag der Ungarischen Akademie der Wissenschaften, Budapest, 1965